# Дослідник

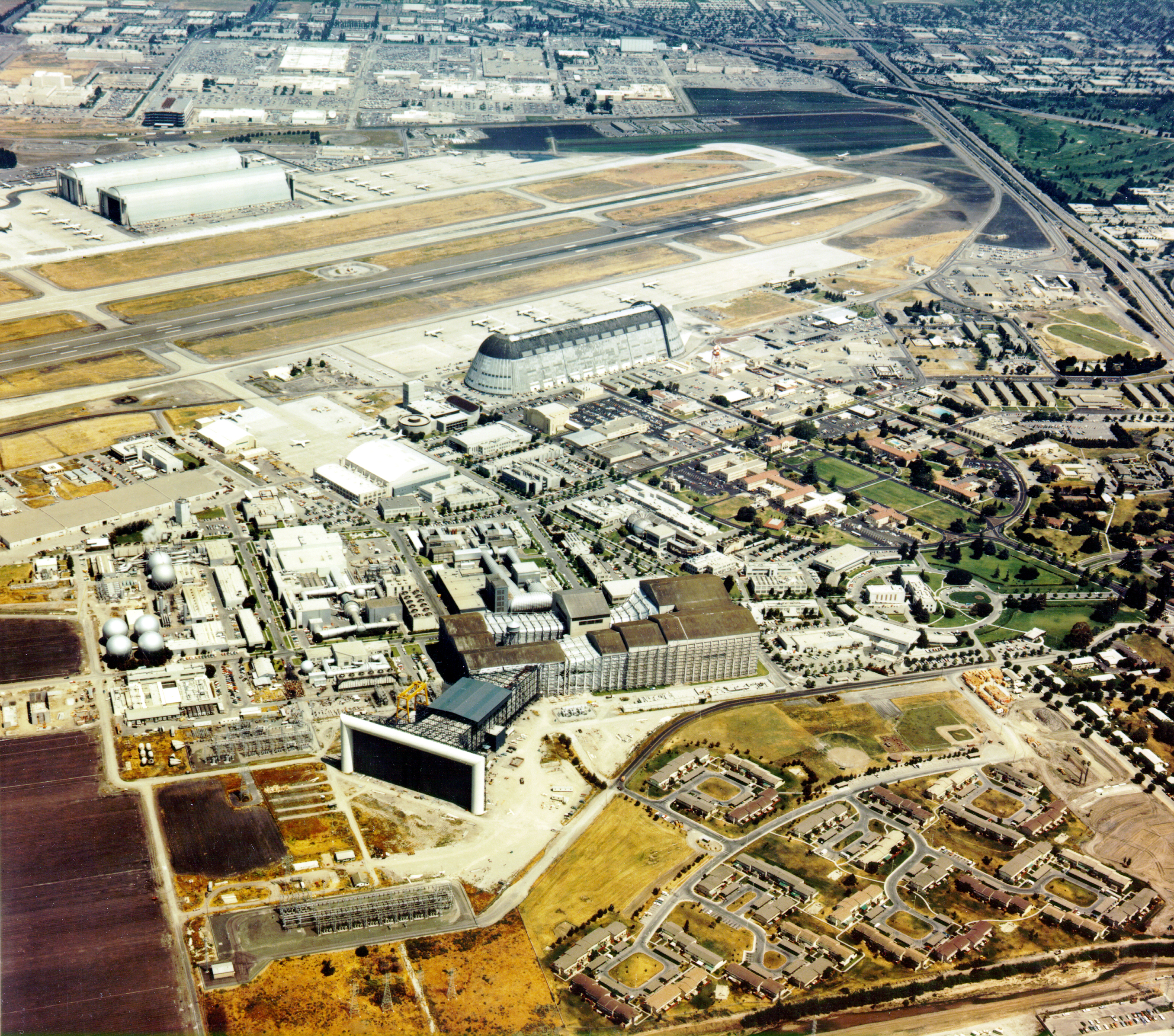
Дослідники NASA працюють в державному Дослідницькому центрі Еймса (Каліфорнія, США).

Дослі́дник, дослі́дниця — людина, яка веде дослідження, займається науковими дослідженнями, вивченням, спостереженням, аналізом чого-небудь, сприяє отриманню нових знань.
Дослідник займається дослідженням, пошуком знань, використовуючи будь-який систематичний метод (наприклад науковий метод), з метою встановлення фактів.
У вужчому сенсі дослідник — це людина, яка проводить досліди. Наприклад, аграрні дослідники провадять досліди з вирощування сільськогосподарських культур, виведення нових сортів тощо.
Дослідники можуть працювати в наукових, промислових, навчальних, державних або приватних закладах та установах. Також можуть займатися приватними, особистими дослідженнями.